# Бенямин Ашкенази
Бенямин Aшкенази е израелски диригент и композитор от еврейско-български произход.

## Биография
Aшкенази имигрира в Израел със семейството си през 1948 г. Учи композиция при Ицхак Садай и дирижиране, пиано и кларинет в университета в Тел Авив и Академията Рубин в Йерусалим. След това заминава за Европа и продължава обучението си при диригентите Франко Ферара, Роберто Бенци и Серджиу Челибидаке. Aшкенази живее в Холандия от 1973 г. и учи оркестрово дирижиране при Луис Стотийн и композиция при Питър Шат в Кралската консерватория в Хага.

## Кариера
Aшкенази е активен диригент с оркестри в Холандия, Полша, Румъния, Италия, Израел и България. Работи като диригент на камерен оркестър в Холандия, който свири предимно музика от XX век. Той е съветник и постоянен гост-диригент на Видинската филхармония в България и на Държавния филхармоничен оркестър на Трансилвания Клуж-Напока в Румъния. Aшкенази е свързан с Шуман Академи в Хага като преподавател по композиция, музикална теория и оркестрово дирижиране. От 1993 г. Aшкенази е артистичен директор на Международния фестивал за класическа музика във Варшава.
Aшкенази е автор на книгата The Systematical Process in Solfege and Harmony.

## Композиции
Aшкенази написва редица произведения за симфоничен оркестър, камерна музика и филмова музика. Получава композиционни поръчки в Холандия и в чужбина.

## Награди
Aшкенази печели първа награда на Международния диригентски конкурс в Бордо, Франция.